# Województwo dolnośląskie
Województwo dolnośląskie (dansk: voivodskabet Nedre Schlesien, tysk: Woiwodschaft Niederschlesien) er en administrativ del i det sydlige Polen, et af 16 voivodskaber, der blev skabt efter den administrative reform i 1999. Voivodskabet Nedre Schlesien er opkaldt efter det historiske landskab Nedre Schlesien, en del av Śląsk.
Voivodskabet Nedre Schlesien grænser op til voivodskabet Lubusz mod nord, voivodskabet Storpolen mod nordøst, voivodskabet Opole mod sydøst, Tyskland og Tjekkiet mod sydvest.
Voivodskabet har et areal på 19.946 km2 og 2.888.033(1.1.2023) indbyggere, befolkningstætheden er på 144.6 personer pr km2, byen Wrocław (tysk: Breslau) er hovedstad.
Der er stor minedrift i området, bl.a. efter brunkul og kobber. I Polkowice-Sieroszowice minen, ejet af KGHM Polska Miedz, 75 km nordvest for Wroclaw, åbnet i 1962 i Glogow-kobberbæltet, udvindes mineraler, som hovedsagelig indeholder metallerne kobber, men også sølv og guld. Mængden af udvundet sølv (ved sprængning) var den største i verden fra en mine i 2020. Sølvmængderne anslås til 775 millioner ounces.

## Administrativ inddeling
Nedre Schlesien voivodskab er inddelt 29 distrikter (powiat): 3 bydistrikter og 26 landdistrikter. Disse er underopdelt i 169 gmina.

### Byer i voivodskabet
I voivodskabet Nedre Schlesien er der 91 byer, listet herunder efter indbyggertal pr. 31. december 2019:
1. Wrocław (674.132)
2. Wałbrzych (bypowiat) (111.896)
3. Legnica (bypowiat) (99.486)
4. Jelenia Góra (bypowiat) (79.200)
5. Lubin (72.428)
6. Głogów (66.120)
7. Świdnica (56.803)
8. Bolesławiec (38.852)
9. Oleśnica (37.169)
10. Dzierżoniów (33.239)
11. Oława (33.029)
12. Zgorzelec (30.374)
13. Bielawa (29.971)
14. Kłodzko (26.845)
15. Jawor (22.890)
16. Świebodzice (22.793)
17. Polkowice (22.480)
18. Nowa Ruda (22.067)
19. Lubań (21.087)
20. Kamienna Góra (19.010)
21. Bogatynia (17.436)
22. Strzegom (16.106)
23. Jelcz-Laskowice (15.803)
24. Złotoryja (15.564)
25. Boguszów-Gorce (15.368)
26. Ząbkowice Śląskie (15.004)
27. Chojnów (13.355)
28. Trzebnica (13.331)
29. Brzeg Dolny (12.511)
30. Strzelin (12.460)
31. Wołów (12.373)
32. Góra (11.797)
33. Milicz (11.304)
34. Kowary (10.869)
35. Syców (10.397)
36. Bystrzyca Kłodzka (10.134)
37. Kudowa-Zdrój (9.892)
38. Środa Śląska (9.516)
39. Oborniki Śląskie (9.099)
40. Lwówek Śląski (8.869)
41. Ziębice (8.708)
42. Siechnice (8.113)
43. Chocianów (7.892)
44. Pieszyce (7.123)
45. Kąty Wrocławskie (6.994)
46. Sobótka (6.981)
47. Żarów (6.719)
48. Twardogóra (6.692)
49. Gryfów Śląski (6.636)
50. Szklarska Poręba (6.557)
51. Żmigród (6.435)
52. Piława Górna (6.412)
53. Głuszyca (6.361)
54. Polanica-Zdrój (6.324)
55. Piechowice (6.194)
56. Przemków (6.107)
57. Lubawka (6.028)
58. Pieńsk (5.828)
59. Stronie Śląskie (5.709)
60. Szczawno-Zdrój (5.608)
61. Ścinawa (5.582)
62. Lądek-Zdrój (5.572)
63. Szczytna (5.141)
64. Jaworzyna Śląska (5.124)
65. Bolków (4.990)
66. Bierutów (4.867)
67. Jedlina-Zdrój (4.828)
68. Karpacz (4.593)
69. Duszniki-Zdrój (4.584)
70. Leśna (4.439)
71. Olszyna (4.348)
72. Nowogrodziec (4.243)
73. Zawidów (4.180)
74. Świeradów-Zdrój (4.147)
75. Mieroszów (4.070)
76. Mirsk (3.886)
77. Wojcieszów (3.668)
78. Prochowice (3.602)
79. Niemcza (2.965)
80. Węgliniec (2.846)
81. Złoty Stok (2.758)
82. Wąsosz (2.662)
83. Międzylesie (2.575)
84. Bardo (2.562)
85. Radków (2.406)
86. Międzybórz (2.341)
87. Świerzawa (2.286)
88. Prusice (2.243)
89. Wiązów (2.241)
90. Lubomierz (1.979)
91. Wleń (1.759)